# Evans Heights
Evans Heights är en kulle i Antarktis. Den ligger i Östantarktis. Nya Zeeland gör anspråk på området. Toppen på Evans Heights är 624 meter över havet.
Terrängen runt Evans Heights är kuperad österut, men västerut är den platt. Trakten är obefolkad. Det finns inga samhällen i närheten. 